# Andilly-en-Bassigny
Andilly-en-Bassigny är en kommun i departementet Haute-Marne i regionen Grand Est (tidigare regionen Champagne-Ardenne) i nordöstra Frankrike. Kommunen ligger i kantonen Neuilly-l'Évêque som tillhör arrondissementet Langres. År 2022 hade Andilly-en-Bassigny 106 invånare.

## Befolkningsutveckling
Antalet invånare i kommunen Andilly-en-Bassigny
| Referens: INSEE |